# Russell Mack
Russell Mack (Oneonta, 11 novembre 1892 – New York, 1º giugno 1972) è stato un regista statunitense.

## Filmografia

### Regia
- L'ultimo poker (Big Money) (1930)
- Night Work (1930)
- Second Wife (1930)
- Lonely Wives (1931)
- Heaven on Earth (1931)
- The Spirit of Notre Dame (1931)
- The All American (1932)
- Once in a Lifetime (1932)
- L'ultimo scandalo (Scandal for Sale) (1932)
- Private Jones (1932)
- The Band Plays on (1934)
- The Meanest Gal in Town (1934)

### Sceneggiatura
- Rio Rita, regia di Luther Reed (1929)
- L'ultimo poker (Big Money), regia di Russell Mack (1930)

### Soggetto
- The Meanest Gal in Town, regia di Russell Mack (1934)

### Produttore
- The Meanest Gal in Town, regia di Russell Mack (1934)